# Titan IV
Pour les articles homonymes, voir Titan.
Le Titan IV (Titan IV A et IV B) était un lanceur utilisé par l'US Air Force jusqu'en 2005. Les Titan IV étaient lancés de Cap Canaveral, en Floride, et de la base aérienne de Vandenberg, en Californie. 
Le Titan IV fut le dernier de la famille des fusées Titan. Il a été retiré en 2005 en raison de son coût élevé de fonctionnement. Le dernier lancement de Cap Canaveral eut lieu le 29 avril 2005, et le dernier lancement de Vandenberg a eu lieu le 19 mai 2005.
Lockheed Martin construisait le lanceur près de Denver, dans le Colorado, sous contrat avec le gouvernement américain. 

## Histoire
En 1984, il devient évident que la Navette Spatiale ne tiendra pas ses promesses d'économie et de grande disponibilité. L'Air Force décide donc de ne pas dépendre uniquement de la Navette mais décide de développer un lanceur classique, ayant la même capacité que la Navette. La proposition gagnante de Lockheed Martin est basée sur le Titan III qui utilise des boosters à 7 segments de United Technologies. Le corps central est constitué par un Titan II à étages allongés, le tout surmonté d'un étage Centaur. Tous ces lanceurs doivent utiliser une coiffe de 5,08 mètres de diamètre, similaire au diamètre de la soute de la Navette. Ce lanceur est d'abord nommé "Titan 34D-7". 
La première Titan IV A Centaur est finalement lancée le 7 février 1994 avec succès. Au 1er janvier 1999, Lockheed avait lancé 22 Titan IV A de Cap Canaveral et 8 de Vandenberg AFB. Le 15 octobre 1997, Titan IV B met en orbite la sonde Cassini-Huygens.

## Titan IV A

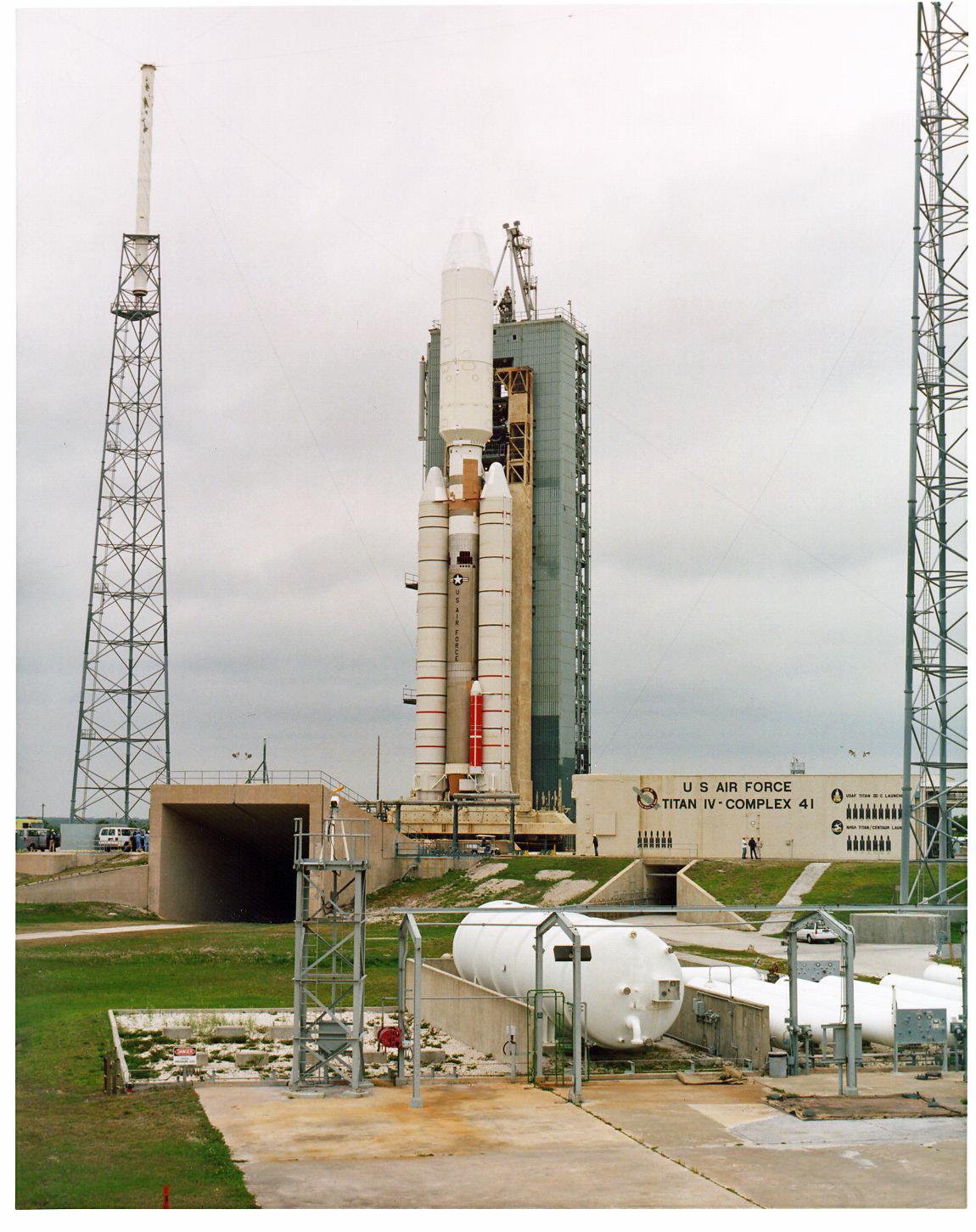
Titan IVA-Centaur

Le Titan IV A mesure 61,2 m de haut au maximum avec une masse de 943 tonnes. Il existe en plusieurs versions :
- Titan IV 401

Équipée de l'étage Centaur pour des charges en GTO, la version 401 peut placer 4 tonnes en GTO (coiffe de 20 à 26 m de long). Elle n'est lancée que du LC-40 de Cap Canaveral. 
- Titan IV 402

Équipée de l'étage IUS de Boeing, la version 402 est spécialisée dans les orbites LEO. Sa capacité est de 15 500 kg en LEO. Comme la 401, elle n'est lancée que du Cap Canaveral. 
- Titan IV 403

C'est la première version deux étages du Titan 4 utilisée sans troisième étage et exclusivement pour placer des charges en orbite polaire depuis Vandenberg (12 840 kg dans une coiffe de 20 m de long). 
- Titan IV 404

La version 404 n'a pas de troisième étage, elle place depuis Vandenberg 11 900 kg en orbite polaire. 
- Titan IV 405

Dernière version à deux étages, la 405 place en orbite LEO depuis Cap Canaveral 15 640 kg et 12 800 depuis Vandenberg.

## Titan IV B

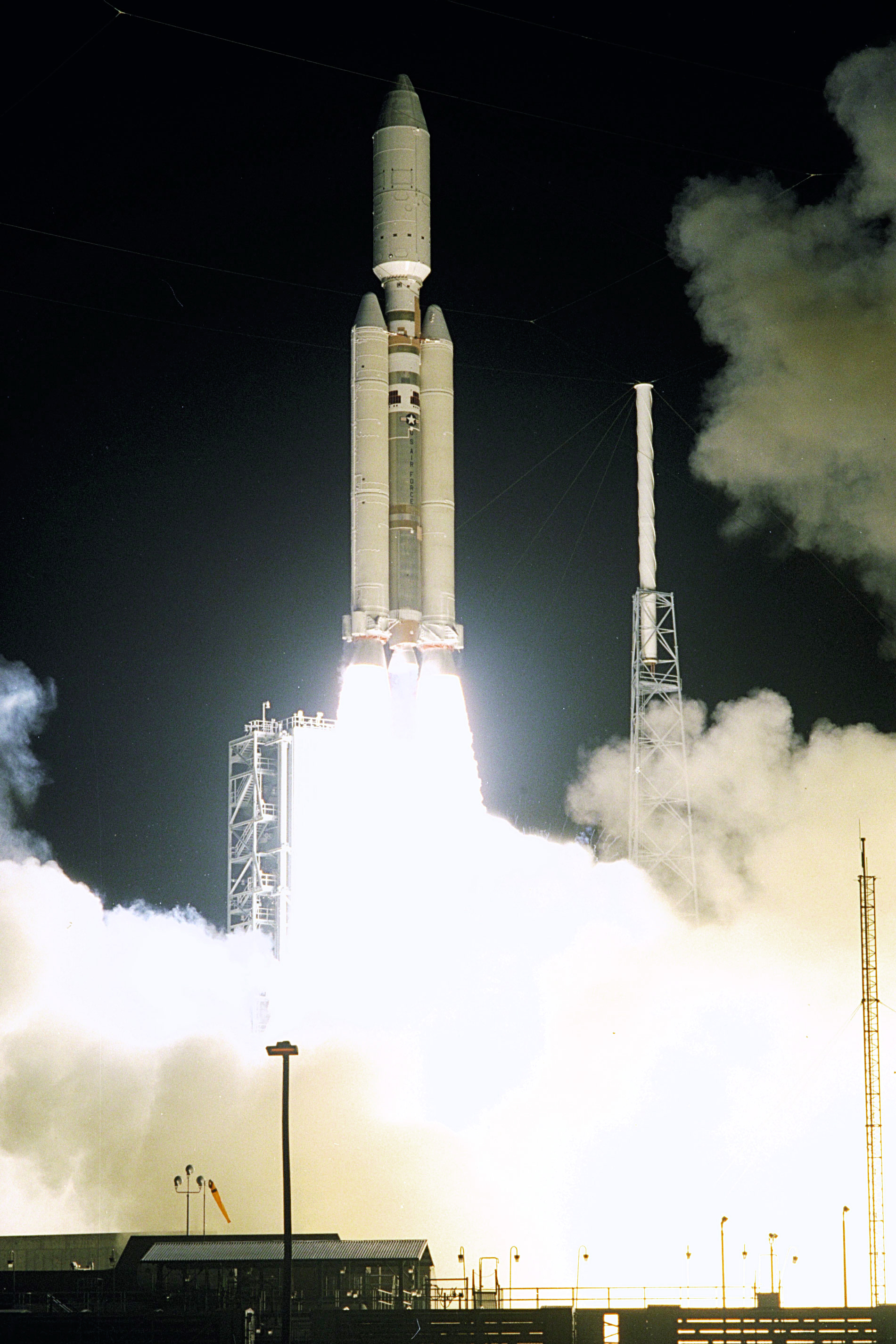
Titan IVB Cassini-Huygens

Version plus puissante que la Titan IV A, elle est proposée en 1997. Elle offre 25 % de charge en plus grâce à de nouveaux boosters de 350 tonnes à trois segments. La première Titan IV B avec les nouveaux boosters décolle du LC 40 le 23 février 1997 avec dans sa coiffe un satellite DSP. 
Il existe plusieurs versions avec ou sans troisième étage Centaur capable de placer de 5 080 kg en GTO à 19 600 kg en LEO depuis le Cap Canaveral et 14 680 kg en orbite polaire depuis Vandenberg (coiffe de 5,5 m de diamètre et de 18,5 à 28 m de long). Titan 4B Centaur lance le 15 octobre 1997 une sonde pour la NASA, Cassini vers Titan, le satellite de Saturne. 
Les échecs répétés du lanceur et les retards dans les lancements lui ferment le marché des tirs commerciaux au profit des Atlas et Delta.